# Rhyacophila claviforma
Rhyacophila claviforma är en nattsländeart som beskrevs av Sun och Yang 1998. Rhyacophila claviforma ingår i släktet Rhyacophila och familjen rovnattsländor. Inga underarter finns listade i Catalogue of Life.